# Coupe des clubs champions de l'océan Indien 2014
Navigation
Édition précédente Édition suivante
La Coupe des clubs champions de l'océan Indien 2014 est la quatrième édition de la compétition organisée par l'Union des fédérations de football de l'océan Indien. Elle oppose six clubs provenant des Comores, de Madagascar, de Maurice, de Mayotte, de La Réunion et des Seychelles.
L'organisateur, contrairement à ce qu'il avait indiqué et prévu, ne fait pas de visite de contrôle des installations sur Mayotte qui à la surprise générale s'est portée candidate au déroulement des trois rencontres internationales de sa zone alors qu'elle n'a aucun stade aux normes lui permettant d'accueillir le match du septième tour de la coupe de France qui est seulement une épreuve nationale ce depuis 6 ans et pire lui en confie le déroulement alors que la fédération malgache paraissait reprendre le flambeau de la ligue française.
La ligue mahoraise de football implante les trois matchs sur un terrain n'étant pas même pas homologué pour la division d'honneur à Mayotte ce qui dérouta encore plus l'UFFOI.             

## Clubs qualifiés
- Curepipe Starlight  - Champion de Maurice 2012-2013
- US Sainte-Marienne  - Champion de La Réunion 2013
- Enfants des Comores de Vouvouni  - Vice-champion des Comores 2013
- CNAPS Sport[1]  - Champion de Madagascar 2013
- FC Mtsapéré  - Champion de Mayotte 2013
- Saint-Michel United  - 3e du championnat des Seychelles 2013

## Phase de poules

### Poule A
La phase préliminaire de la Zone A s'est déroulée sur l'île de Mayotte, en Grande Terre, du 25 au 30 mars, tous les matchs initialement prévus sur le terrain de Chiconi dont FCM - EC du 25 mars furent ensuite déplacés, en raison du report le 27 mars de la rencontre CNAPS - EC disputée le 28 mars, sur le terrain de Ouangani, où l'ultime rendez-vous FCM - CNAPS fut joué le 30 mars, dans des conditions inadaptées à une telle épreuve.
| Rang | Équipe                          | Pts | J | G | N | P | Bp | Bc | Diff |  | Résultats (▼ dom., ► ext.)      |  | \|  |     |
| ---- | ------------------------------- | --- | - | - | - | - | -- | -- | ---- |  | ------------------------------- |  | --- | --- |
| 1    | CNAPS Sport                     | 4   | 2 | 1 | 1 | 0 | 2  | 1  | +1   |  | CNAPS Sport                     |  | 2-1 | 0-0 |
| 2    | Enfants des Comores de Vouvouni | 3   | 2 | 1 | 0 | 1 | 4  | 4  | 0    |  | Enfants des Comores de Vouvouni |  |     | 3-2 |
| 3    | FC Mtsapéré                     | 1   | 2 | 0 | 1 | 1 | 2  | 3  | -1   |  | FC Mtsapéré                     |  |     |     |

### Poule B
| Rang | Équipe              | Pts | J | G | N | P | Bp | Bc | Diff |  | Résultats (▼ dom., ► ext.) |  |     |     |
| ---- | ------------------- | --- | - | - | - | - | -- | -- | ---- |  | -------------------------- |  | --- | --- |
| 1    | US Sainte-Marienne  | 4   | 2 | 1 | 1 | 0 | 2  | 1  | +1   |  | US Sainte-Marienne         |  | 1-0 | 1-1 |
| 2    | Saint-Michel United | 3   | 2 | 1 | 0 | 1 | 2  | 1  | +1   |  | Saint-Michel United        |  |     | 2-0 |
| 3    | Curepipe Starlight  | 1   | 2 | 0 | 1 | 1 | 1  | 3  | -2   |  | Curepipe Starlight         |  |     |     |

## Finale
L'UFFOI décide, en raison de l'égalité parfaite entre les vainqueurs de poules, de fixer la finale retour chez le vainqueur de la Zone B, avant celle-ci le gagnant de la Zone A avait toujours reçu lors de l'ultime rencontre de la compétition grâce à son nombre de points ou à la différence de buts ou aux buts inscrits. 

### Aller
| 20 juillet 2014 15h30 GMT | CNAPS Sport | 1 - 1 | US Sainte-Marienne | Stade Alexandre Rabemananjara, Majunga |                           |
|                           | Njiva 50e   |       | Baur 15e           | Arbitrage : Bakary Noiret              | Arbitrage : Bakary Noiret |

### Retour
| 3 aout 2014 16h00 GMT                                  | US Sainte-Marienne | 1 - 1                          | CNAPS Sport | Stade Jean-Ivoula, Saint-Denis |                       |
|                                                        | Baur 44e           |                                | Njiva 25e   | Arbitrage : M. Nankoo          | Arbitrage : M. Nankoo |
| Ben Yahaya · Kadri Souffou · Yohan Guiichard · Commune | Tirs au but 2 – 4  | Fenesoa · Njiva · Rado · Julio |             | Arbitrage : M. Nankoo          | Arbitrage : M. Nankoo |